# Razred podmornic Sutjeska
Sutjeska je bil razred dveh dizel-električnih, ki so jo zgradili v ladjedelnici Uljanik za Jugoslovansko monarico. Načrtovali so jih v Jugoslaviji, uporabili pa so sovjetski sonar in radar.
- P811 Sutjeska

Začetek gradnje: 1957
Lansiranje: 1959
Začetek uporabe: 1962
Upokojitev: c.1980
- P812 Neretva

Začetek gradnje: 1957
Lansiranje:  1958
Začetek uporabe: 1962
Upokojitev: c.1980

## Glje tudi
- Žepna podmornica
- Sava (razred podmornic)
- Una (razred podmornic)
- Heroj (razred podmornic)